# Музей Трої
Музей Трої (тур. Troya Müzesi або Truva Müzesi) — археологічний музей, розташований неподалік від археологічних розкопок стародавнього міста Троя, на північному заході Туреччини.
Відкритий у 2018 році, експонує в семи секціях сучасної архітектурної будівлі історичні артефакти з Трої та деяких інших стародавніх міст, що були поруч, та на сусідніх островах. Директором музею є Рідван Гьолджюк. Музей отримав спеціальну нагороду Європейський музей року 2020 та спеціальну нагороду Європейської музейної академії.

## Будівля музею
Музей Трої розташований за 800 м на схід від археологічних розкопок міста Троя в селі Тевфікіє, в Чанаккале, на північному заході Туреччини.
Конкурс на проектування будівлі музею виграв Ялін Мімарлік у 2011 році. Мімарлік спроектував будівлю в сучасному простому архітектурному стилі. Будівництво почалося в 2013 році, зупинилося в 2015 році і знову відновилося в 2017 році.

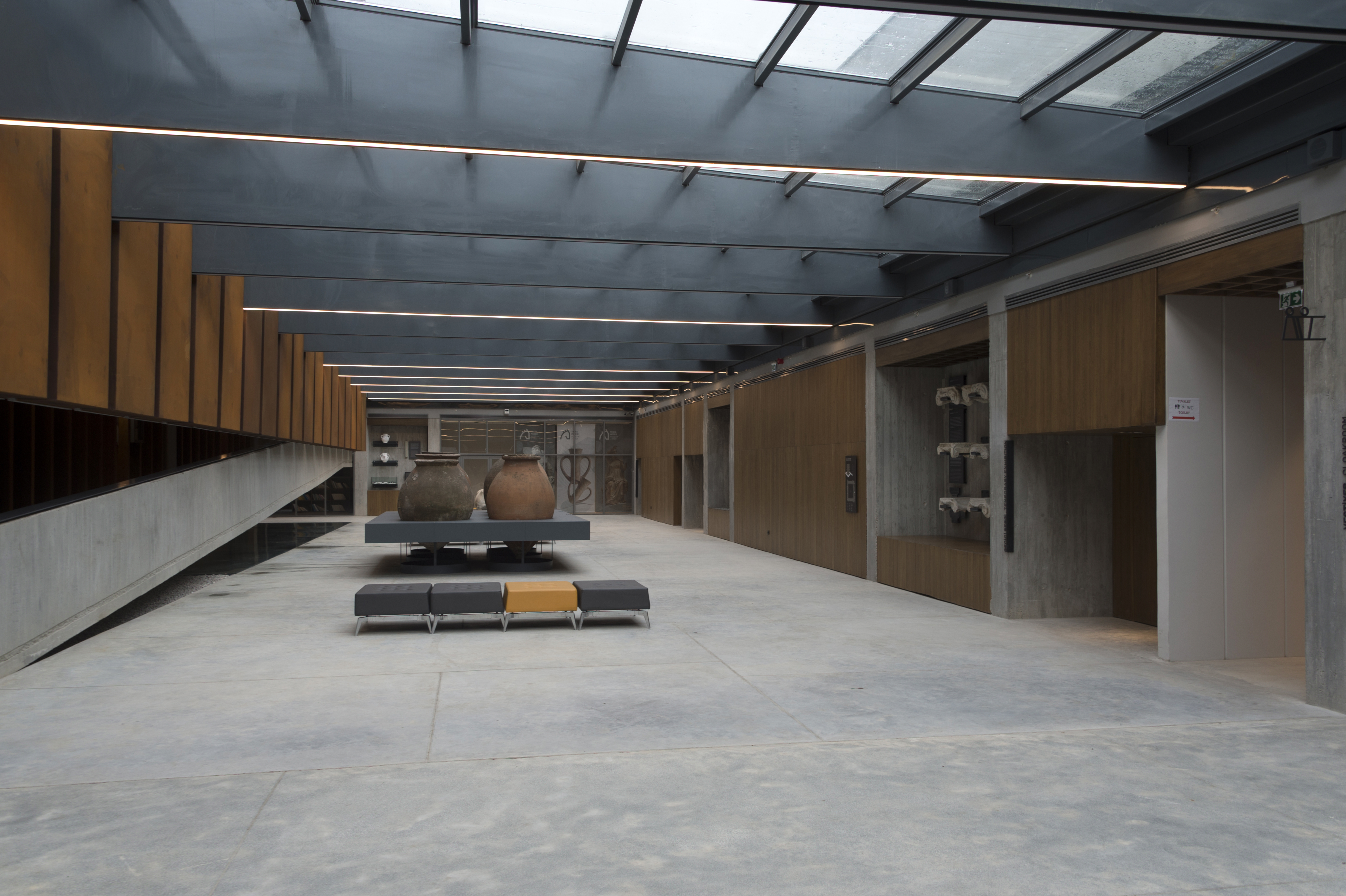
Вид інтер'єру музею

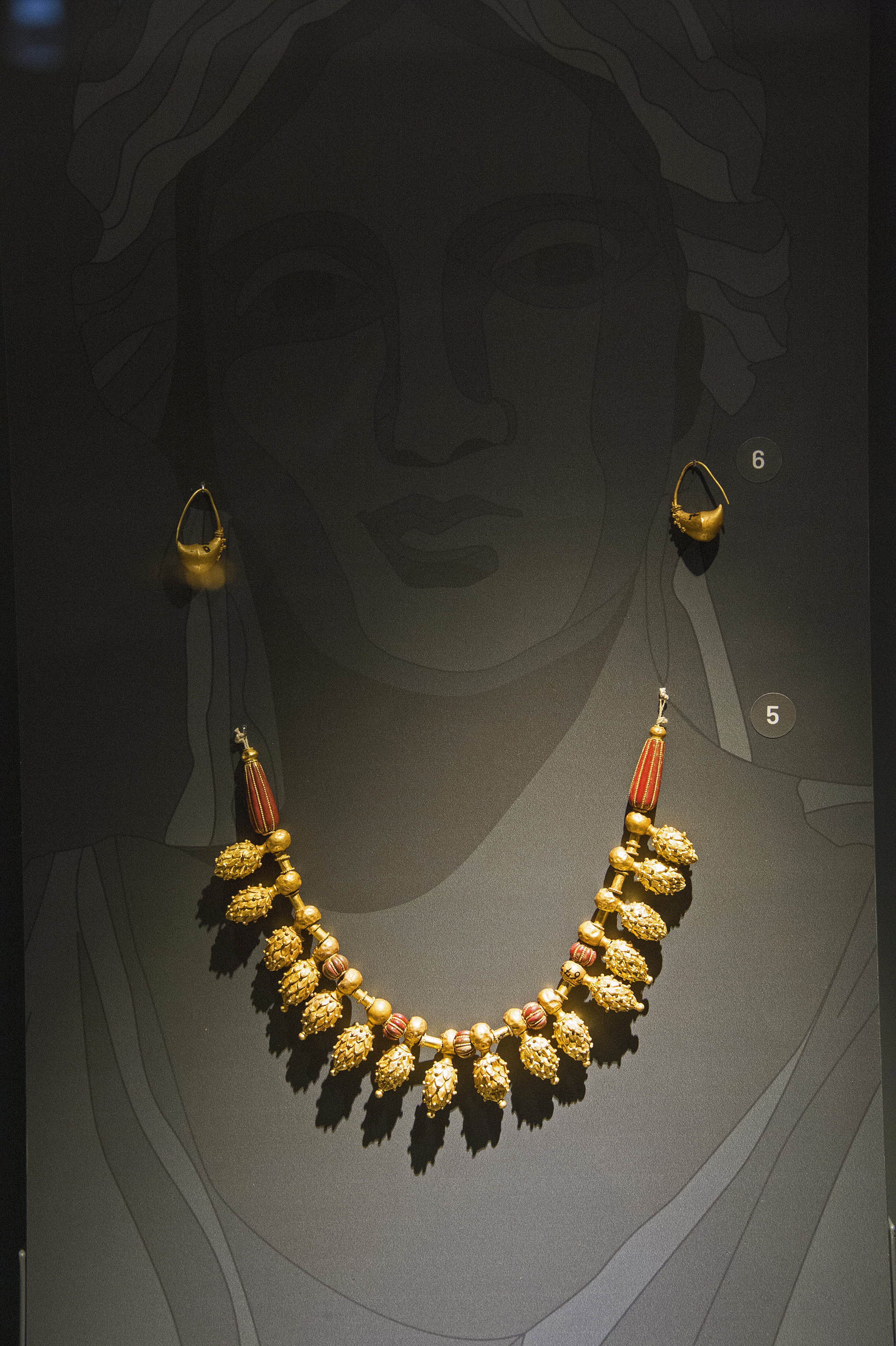
Золоте намисто

Будівля у формі куба з чотирма поверхами вкрита кортеновою сталлю кольору іржі, щоб створити враження, що її викопали з місця археологічних розкопок. Висота будівлі рівна глибині на місці археологічних розкопок Трої. Виставкові площі займають 2700 кв м   загалом. Виставкові площі 32 м на 32 м огороджені робочими місцями, складами та конференц-залами. Підвальне приміщення відведено для обслуговуючих функцій. Вхід до музею - широкий пандус, що веде до підземних воріт.
Загальна вартість будівлі склала 45 мільйонів  (приблизно 8 мільйонів доларів). Музей був відкритий 10 жовтня 2018 року, у «Рік Трої», як було оголошено в Туреччині.  

## Виставки
Ніші на стінах містять надгробки, великі статуї, сцени та фотографії з різних рівнів розкопок у Трої. На вході відвідувачу з метою орієнтації пояснюється інформація про археометрію як науку, методи археологічного датування та інше - збереження та реставрація культурної спадщини, тумулуси та доісторичні періоди неоліту, енеоліту, бронзової та залізної доби. Музей також має візуальні графічні конструкції, діорами та інтерактивні дисплеї. 

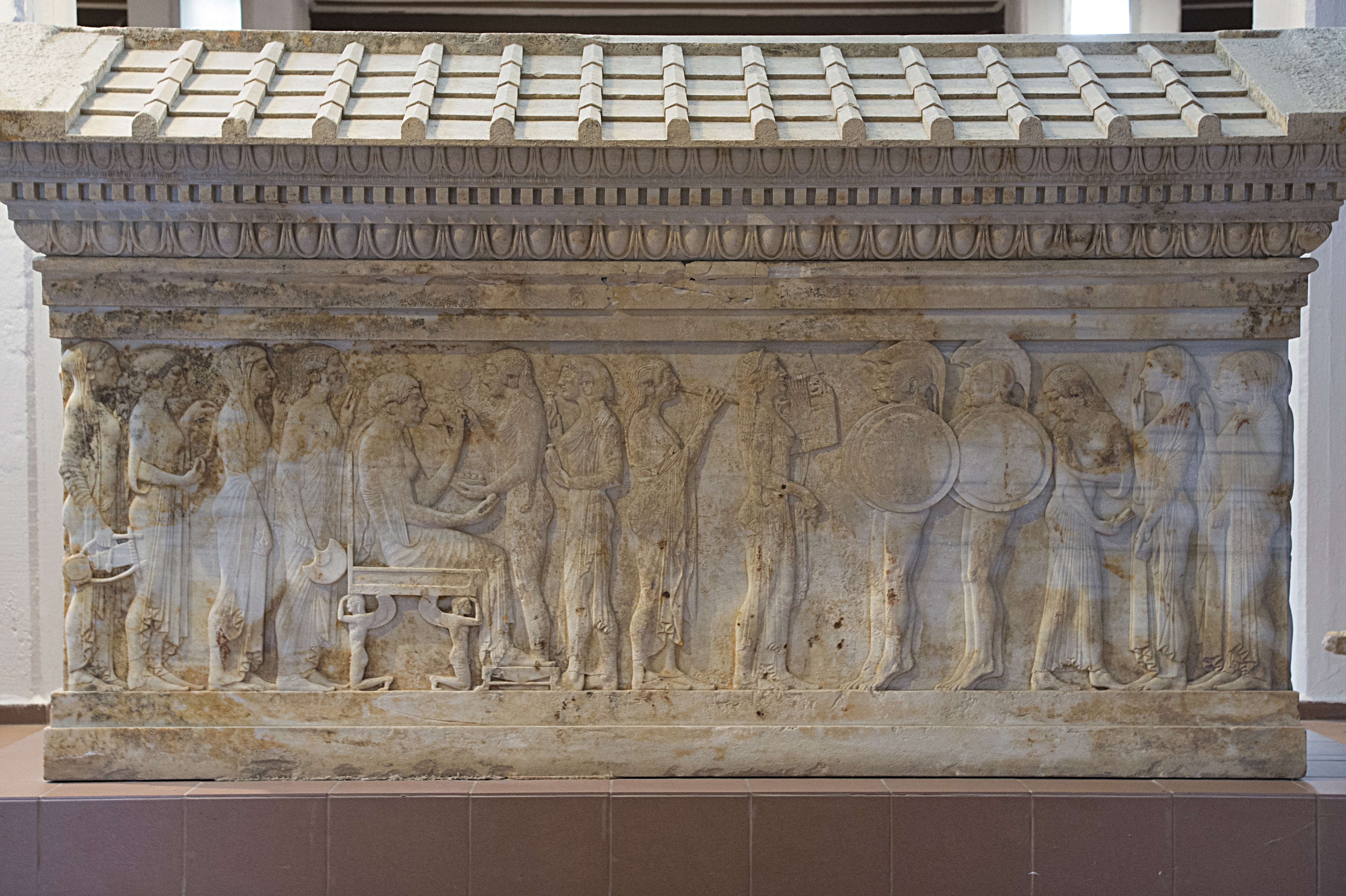
Саркофаг Поліксени

Музей розділений на сім секцій. Перший поверх зарезервовано для артефактів з регіону Троада. Це археологічні залишки з античних міст Ассос (Бехрамкале), Тенедос (Бозджаада), Парій, Александрійська Троада (Ескі-Стамбул), Смінтейон, Лампсак (біля Лапсекі), Тімбра, Таволія та Імброс (Гокчеада). На виставці представлено понад 2000 експонатів із колекції музею, що налічує близько 40 000 різноманітних артефактів, які були передані з Археологічного музею Чанаккале,  Археологічного музею Стамбула та Музею анатолійських цивілізацій. Серед експонатів – сльозовловлювачі, скляні та теракотові флакони для парфумів, статуетки, золоті вироби, кольє та браслети, монети, прикраси, предмети та знаряддя з кісток, металеві місткості, теракотова кераміка, зброя, сокири та різці, написи, вівтарі, саркофаги, скульптури та багато інших експонатів 5000-річної історії цього регіону. Серед визначних експонатів — саркофаг Поліксени, який було розкопано в 1994 році, і статуя грецького бога Тритона, знайдена в 2012 році. На подвір’ї музею експонуються вироби з каменю, колони, стели, капітелі. 